# دام (فیلم ۱۹۵۹)
«دام» (انگلیسی: The Trap (1959 film)) فیلمی در ژانر درام به کارگردانی نورمن پاناما است که در سال ۱۹۵۹ منتشر شد.

## بازیگران
- ریچارد ویدمارک
- لی جی. کاب
- تینا لوئیس
- ارل هالیمن
- لورن گرین
- پیتر بالدوین
- کارل بنتون رید